# Айбек (станция метро)
«Айбек» (узб. Oybek) — станция Ташкентского метрополитена.
Открыта 8 декабря 1984 года в составе первого участка Узбекистанской линии: «Алишера Навои» — «Ташкент».
Расположена между станциями: «Космонавтов» и «Ташкент».

## История
Названа в честь узбекского, советского писателя, поэта и переводчика — Мусы Ташмухамедова, более известного под псевдонимом «Айбек».

## Характеристика
Впервые в Ташкентском метрополитене на этой станции применены платформы колонного типа с использованием сейсмостойких монолитных конструкций.
Потолок платформенного зала лежит на колоннах и стенах.
Станция : колонная, трехпролётная, мелкого заложения с двумя подземными вестибюлями.
На станции два перехода на Юнусабадскую линию станцию «Минг Урик»: один в вестибюле станции, другой оригинальный 140 метровый пешеходный тоннель прямо с платформы станции.

## Оформление
Колонны станции покрыты красноватым мрамором и украшены керамическим орнаментом (художник : М. Мамажонов).
Боковые стены лестниц, спускающихся на платформу, украшены панно на тему по произведениям Айбека в виде книжных страниц. На одном из них изображен писатель (художник: О. Хабибуллин).
При отделке станции широко использованы мрамор, гранит, керамика и другие материалы.

## Галерея

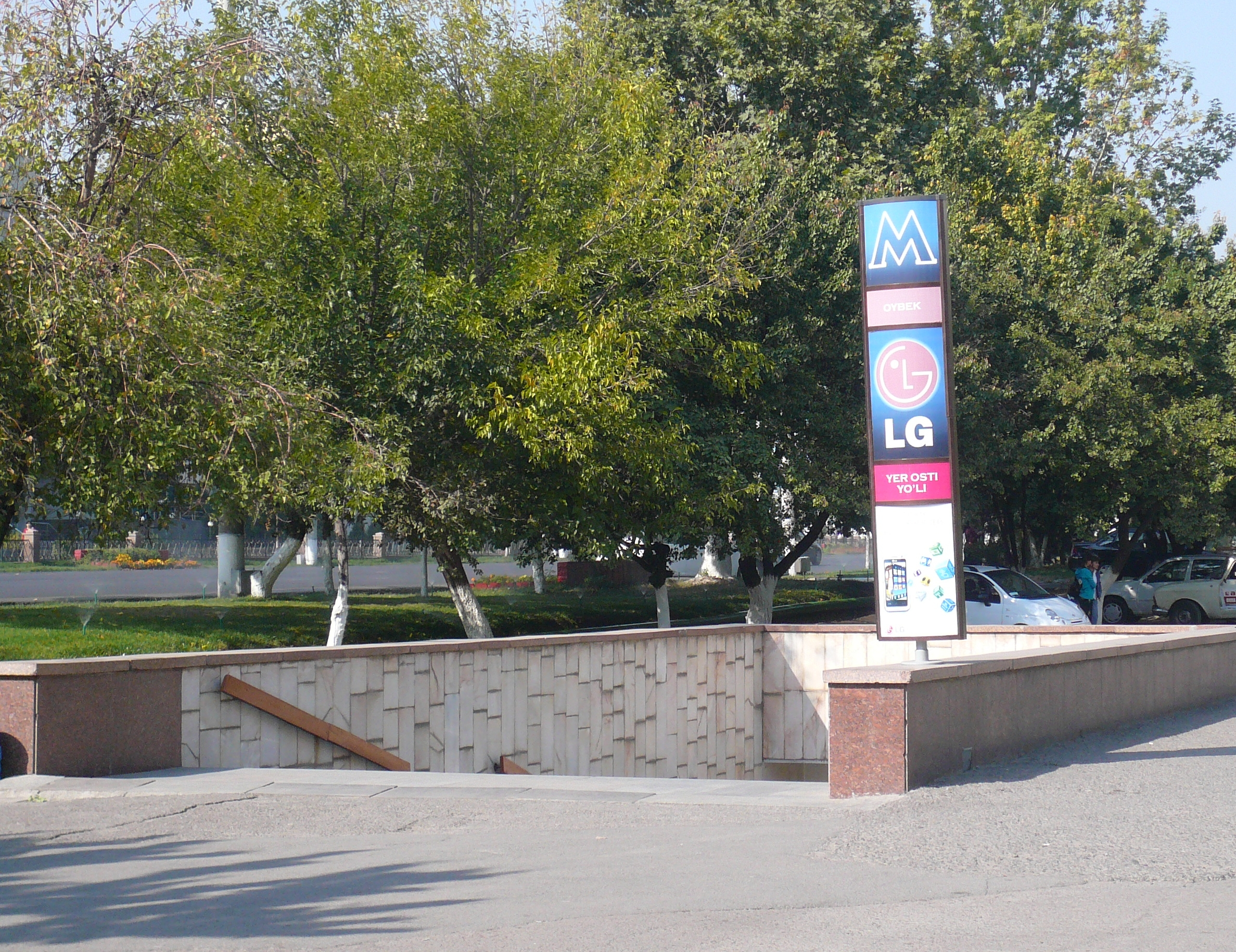
Спуск на станцию «Айбек».
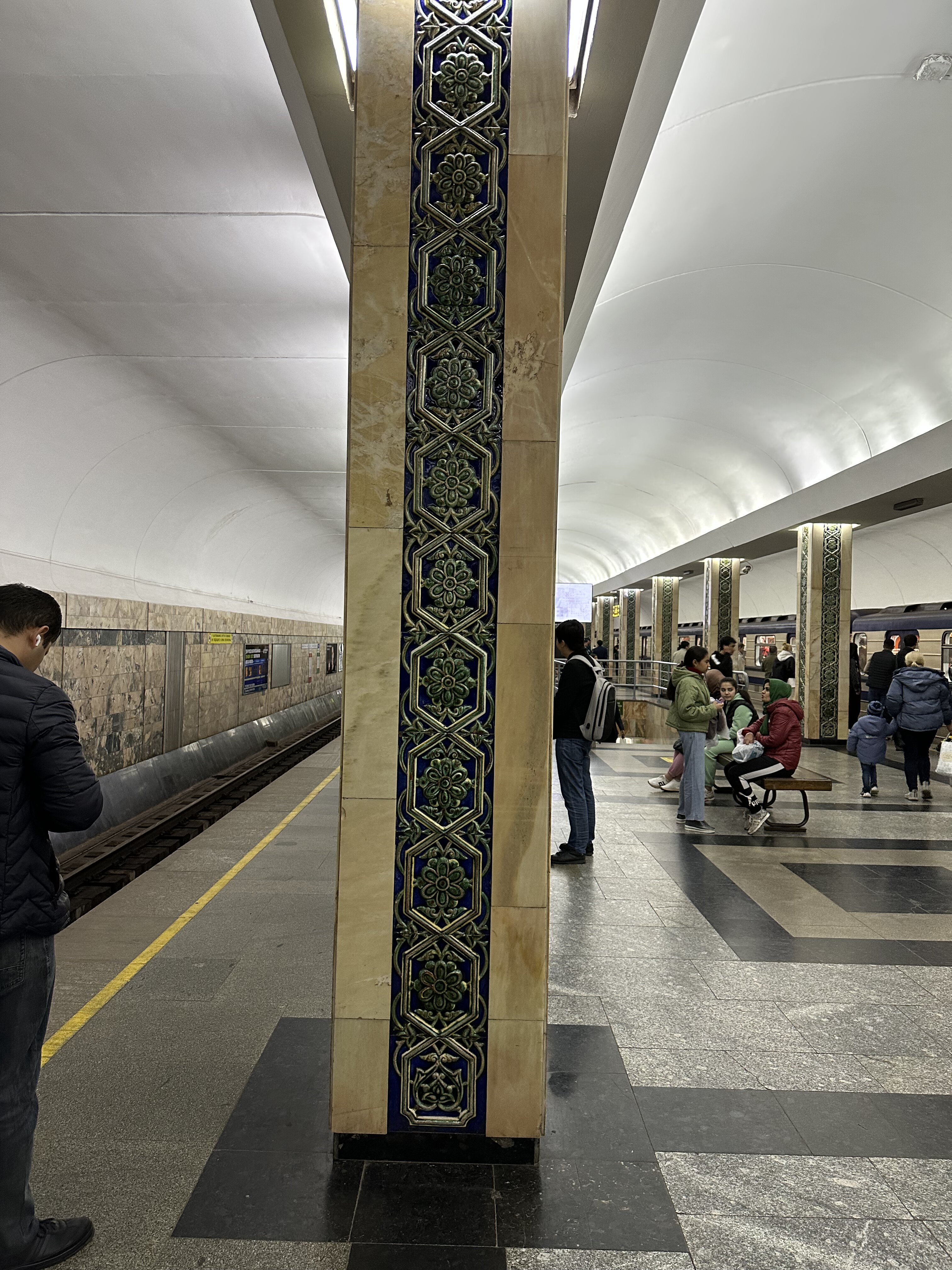
Станция метро.
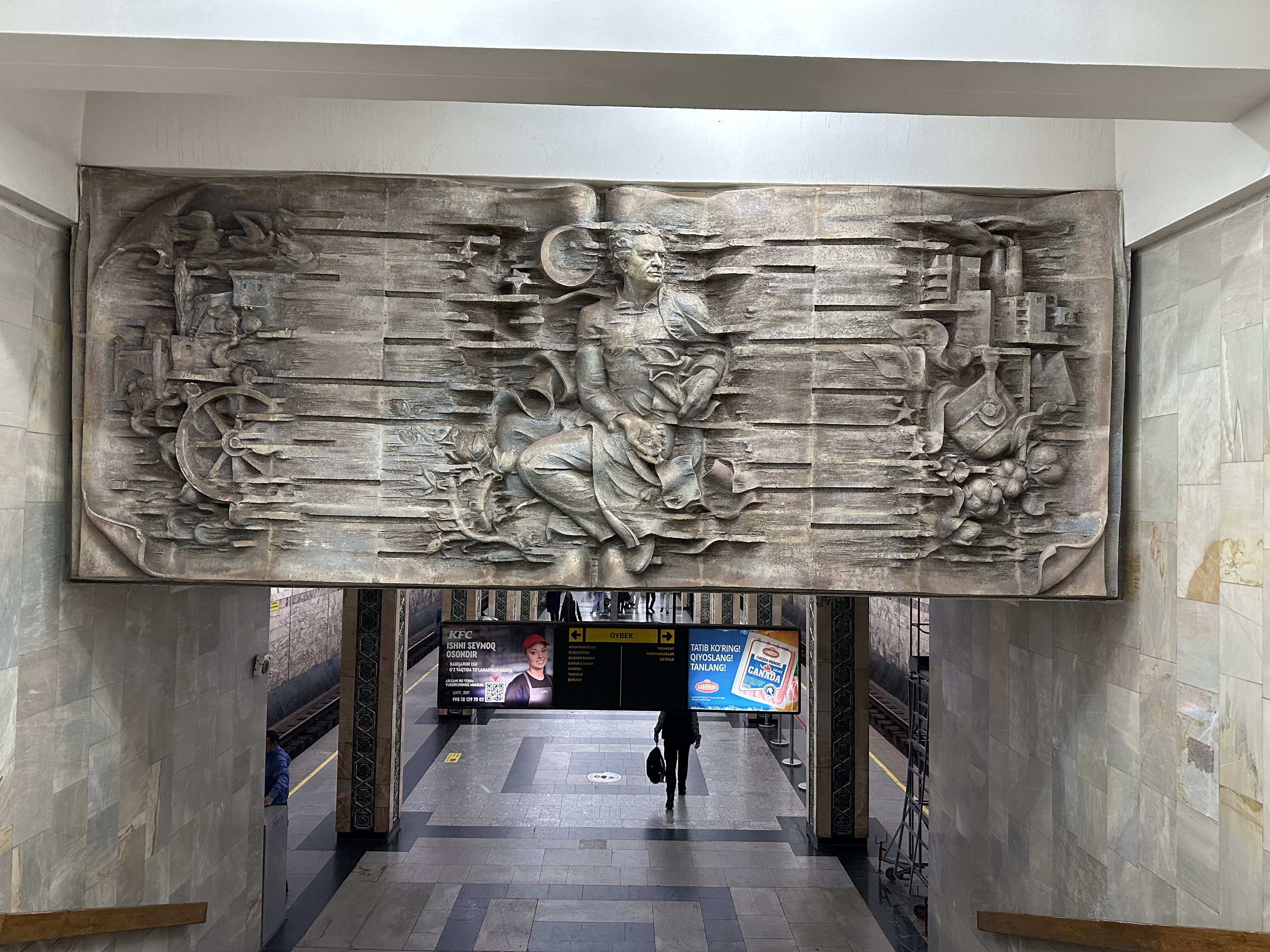
Барельеф на станции «Айбек».